# S. Kudirka-Bezirkskrankenhaus Alytus
Das S. Kudirka-Bezirkskrankenhaus Alytus (lit. VšĮ Alytaus apskrities S. Kudirkos ligoninė) ist das größte Krankenhaus im Bezirk Alytus und im Süden Litauens. Nach der Rechtsform ist es Viešoji įstaiga, eine 'öffentliche Anstalt'. Es gibt 945 Mitarbeiter (2013), darunter 207 Ärzte (3 Med. Dr.).
Es trägt den Namen von Stasys Kudirka. Der Direktor ist Alvydas Vitkauskas.

## Geschichte
1812 gab es ein ausgestattetes Lazarett, gegründet die durch die französischen Truppen Napoleons beim Rückzug aus Vilnius, Kaunas und Simnas.
1834 errichtete Fürst I. Oginski auf dem rechten Ufer der Memel ein Krankenhaus für die Bauern (Leibeigene). Während des Ersten Weltkriegs gründete man ein Krankenhaus für Typhus-Kranke. Oktober 1918 errichtete man das Bezirkskrankenhaus Alytus. 1989 wurde Alytaus rajono centrinė ligoninė zu Alytaus rajono Stasio Kudirkos centrinė ligoninė.
1997 wurde es neu registriert.